# Alois Hitler
Alois Hitler   (Strones, 7 de juny de 1837 - Linz i Leonding, 3 de gener de 1903) va ser un funcionari de duanes austríac, conegut per ser el pare d'Adolf Hitler. El 7 de gener de 1885 va contraure matrimoni amb la seva neboda o neboda segona (depenent de si el pare d'Alois va ser Johann Georg o Johann von Nepomuk) Klara Pölzl, amb qui va tenir sis fills, dels quals només dos d'ells van arribar a l'edat adulta: Adolf i Paula Hitler.